# Neocognitron
Das Neocognitron ist ein hierarchisches mehrschichtiges künstliches neuronales Netz, welches von Kunihiko Fukushima bereits 1979 vorgestellt wurde. Seitdem wurde es immer wieder verbessert und an das visuelle Wahrnehmungssystem angepasst. Es wird z. B. bei der Erkennung handschriftlicher Zeichen und anderen Mustererkennungs-Aufgaben eingesetzt.